# Rocznik Przekładoznawczy
 (septembre 2013).
 (mars 2016).
Rocznik Przekładoznawczy (Annuaire traductologique. Études de la théorie, la pratique et la didactique de la traduction) est une revue polonaise, publiée par la Faculté des Lettres de l'Université Nicolas Copernic à Toruń depuis 2005.

## Description
Le comité de rédaction se compose des représentants de différentes facultés des langues modernes de l'université. Jusqu'à présent[évasif], treize volumes ont vu le jour. Depuis le 27 mars 2013, l’annuaire est également disponible, dans son intégralité, sur une plateforme d’édition électronique de l'Université Nicolas Copernic. 
Focalisée sur la théorie, la pratique et l'enseignement de la traduction, la revue fournit un forum d’échange d'idées entre les traducteurs-praticiens et les représentants du milieu scientifique polonais, impliqué dans la théorie de la traduction. Le principal point de référence est la question de la traduction de textes techniques et utilitaires. Les articles sont rédigés en polonais et leurs résumés en anglais.